# 謝文政
謝文政，台灣政治人物，曾代表中國國民黨任職立法委員。

## 經歷
- 外交部秘書
- 駐日經濟文化代表處科長
- 中原大學講師
- 日本中華聯合總會筆頭常任副會長
- 日本台商會會長
- 東京中山學會會長
- 中國國民黨中央委員

## 外部連結
- 立法院（页面存档备份，存于）